# Living Things
Living Things var ett amerikanskt rockband från St. Louis, Missouri med bröderna Lillian Berlin (född Lawrence Rothman), Eve (född Justin Yves Rothman) och Bosh Berlin (född Joshua Rothman) och kompisen Cory Becker.
(The) Living Things spelade en blandning mellan punk och pop. De var fyra stycken, en gitarr, en på trummor, en på bas och en sångare. Deras låtar var engelska.
The Living Things har släppt tre album som trio. 2005, kom Cory Becker med i bandet och de släppte albumet Ahead Of the Lions på Jive Records.

## Medlemmar
- Lillian Berlin – sång, gitarr
- Eve Berlin – basgitarr
- Bosh Berlin – trummor
- Cory Becker – gitarr

## Diskografi
Studioalbum
- 2004 – Black Skies in Broad Daylight
- 2005 – Ahead Of The Lions
- 2009 – Habeas Corpus

EP
- 2002 – Turn In Your Friends & Neighbours

Singlar
- 2004 – "I Owe" / "Pick Out the Meat"
- 2004 – "Bombs Below"
- 2005 – "Bom Bom Bom"